# Veda Ann Borg
Veda Ann Borg, född 11 januari 1915 i Boston, Massachusetts, död 16 augusti 1973 i Hollywood, Kalifornien, var en amerikansk skådespelare och modell. 
Veda Ann Borg var dotter till Gottfried Borg, som immigrerat från Sverige, och Minna Noble. Borg medverkade i mer än 100 filmer. Hon gjorde ett flertal huvudroller i b-filmer, och dök även upp i mindre roller i filmer med högre budget.

## Filmografi, urval
- 1937 – Gentleman efter midnatt
- 1937 – En boxare bland gangsters
- 1941 – Fräck och fågelfri
- 1944 – Direktörn söker nattlogi
- 1945 – Mildred Pierce – en amerikansk kvinna
- 1947 – Jag såg honom först!
- 1947 – Skandal efter noter
- 1948 – Julia gör skandal
- 1955 – Pysar och sländor
- 1957 – Hennes vilda man